# Надежда Петренко
Надежда (Наташа) Яковлевна Петренко е българска скулпторка от известения сливенски род Кавръкови.
Надежда Петренко е от град Сливен и е внучка на Атанас Кавръков. Дъщеря му, художничката Иванка Кавръкова-Петренко, омъжена за украински белогвардеец, е майка на скулпторката. Надежда учи в художествената гимназия „Илия Петров“, след две годишна подготовка при проф. Мито Гановски. След това завършва обрзованието си в Държавната художествена академия при проф. Любомир Далчев, през 1952 г. Работите и са в категория фигурална композиция и монуметално-декоративна скулптора.
Освен фигурите на момите и момците украсяващи сливенския „мост със скулпторите“ (1971), Надя Петренко е авторка, заедно с арх. Иван Сивриев на паметника на Любен Каравелов в Копривщица (1973), на входния знак на град Айтос, наричан „момчето със сокола“ и скулптурата на „Бременната“ на площада в софийския квартал „Драгалевци“. Надежда Петренко е самостоятелен автор на още много скулптури и малки пластики, предимно на женски фигури, както и на голата фигура на жена в градския парк в Карнобат (1957 – 1958).
В градската градина около Художествена галерия „Никола Петров“ в град Видин, след съгласуване на технологията е извършена възстановка на скулптурата „Майчинство“ на Надя Петренко, след като с времето е претърпяла и няколко други интервенции, често най-случайни. „Майчинство“ е изработена от седиментна утаечна скала. Случвало се е главата на фигурата да е била отделяна от отаналата част и торса, нееднократно, след като е била повече от четиридесет години пред галерията (към 2015). Поради тези обстоятелства, и като се има в предвид, че фигурата има спечелен конкурас се обсъжда вариант за нейната подмяна с друга или с копие, изработено от друг материал. Оригиналният материал е Кърджалийски пясъчник.
На „Моста със скулптурите“ в град Сливен, след като е подложен на почистване от наслоените прахоляци, се разкрива името на автора – Надежда Петренко. Годината е 1971, когато са изработени фигурите.
Съпруг на Надежда Петренко е скулпторът Христо Танев, също като нея работил в Копривщица. Имат две съвместни изложби.

## Творчество
- Майчинство
- Първескиня

| Бюст-паметник на Ангел Вълчев         | 1954 | Ямбол                                 |                             |
| Ехо                                   | 1957 | Плевен                                |                             |
| На Хармана                            | 1961 | Бургас                                |                             |
| Първескиня                            | 1962 | Софийска градска художествена галерия | Награда на СБХ              |
| Паметник на Никола Караджов           | 1965 | Клисура                               |                             |
| Мйка и дете                           | 1965 | Пловдив                               |                             |
| Девойка на града                      | 1965 | София                                 |                             |
| Барелеф                               | 1966 | Партиен дом в София                   |                             |
| Таня                                  | 1968 | НХГ                                   |                             |
| Бюст-паметник на Петко Топчийски      | 1970 | Иванени                               |                             |
| Четири пластики                       | 1971 | Сливен                                | Почетен гражданин на Сливен |
| Майсторите                            | 1972 | ХГ „Проф. Илия Петров“ Разград        |                             |
| Паметник на българо-съветската дружба | 1972 | Карнобат                              |                             |
| Паметник на Любен Каравелов           | 1974 | Копривщица                            |                             |